# Decurião (administrativo)
No Império Romano os decuriões foram os funcionários que eram responsáveis por administrar e governar divisões administrativas em nome do governo central.